# 蔦松文化

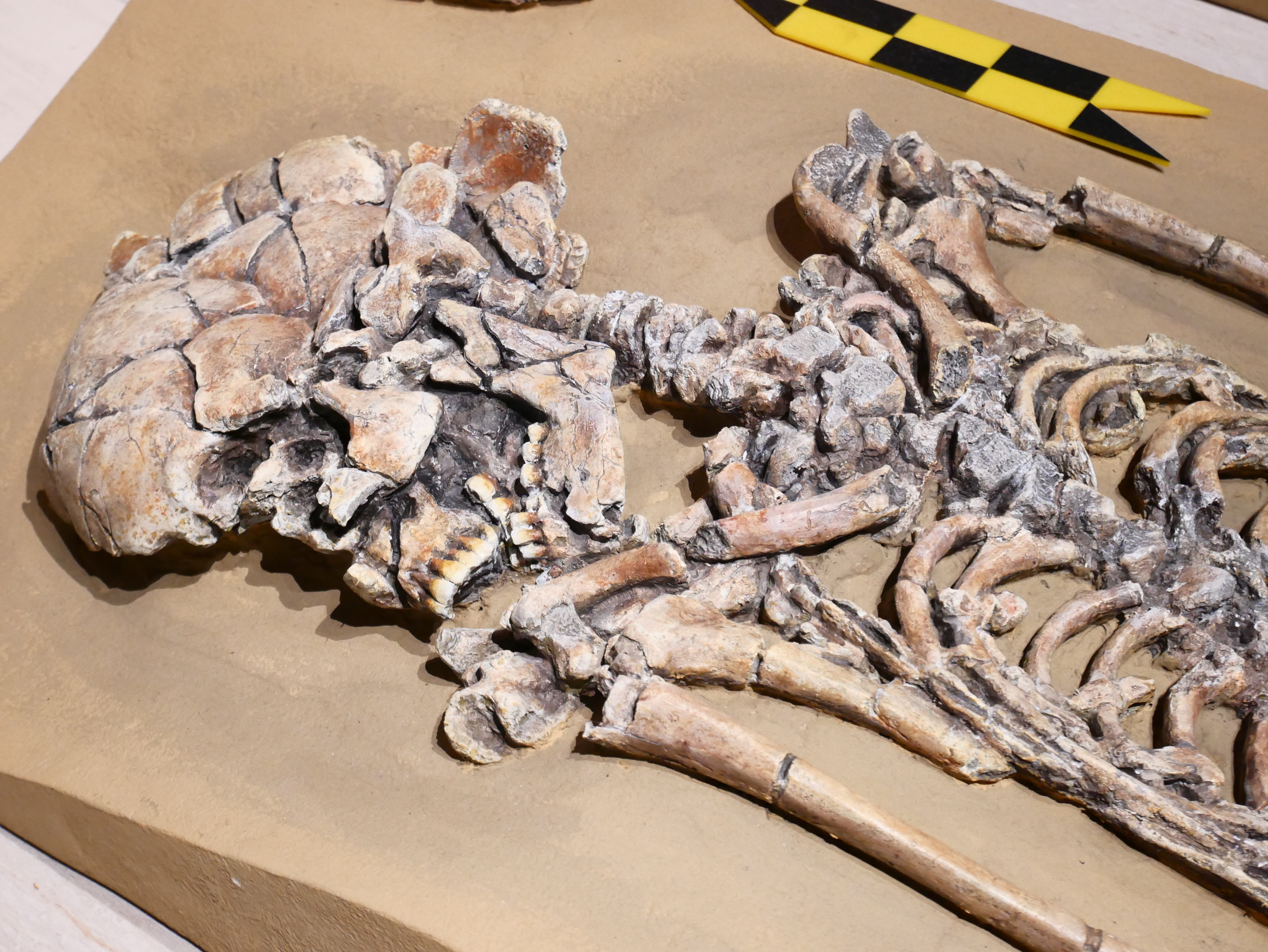
蔦松文化仰身直肢葬（仿製品）

蔦松文化為金屬器時代的文化，距今約1600~500年，主要分布在臺南及高雄和屏東北部。
本文化以臺南永康區蔦松的蔦松遺址為代表。

## 工具

### 石器
蔦松文化遺址出土的石器不多，因此時已進入金屬器時代，工具大多已經用金屬製造。
- 石鎚：敲擊物品之用
- 凹石：推測為敲擊貝類以取得貝肉之用[2]
- 石錛：刨削、加工木頭之用[3]
- 石刀：收割麥穗之用
- 石簇：狩獵之用

### 陶器
多以素面紅陶為主，多夾雜粉白碎粒，以圜底罐為主。